# 힉스 메커니즘

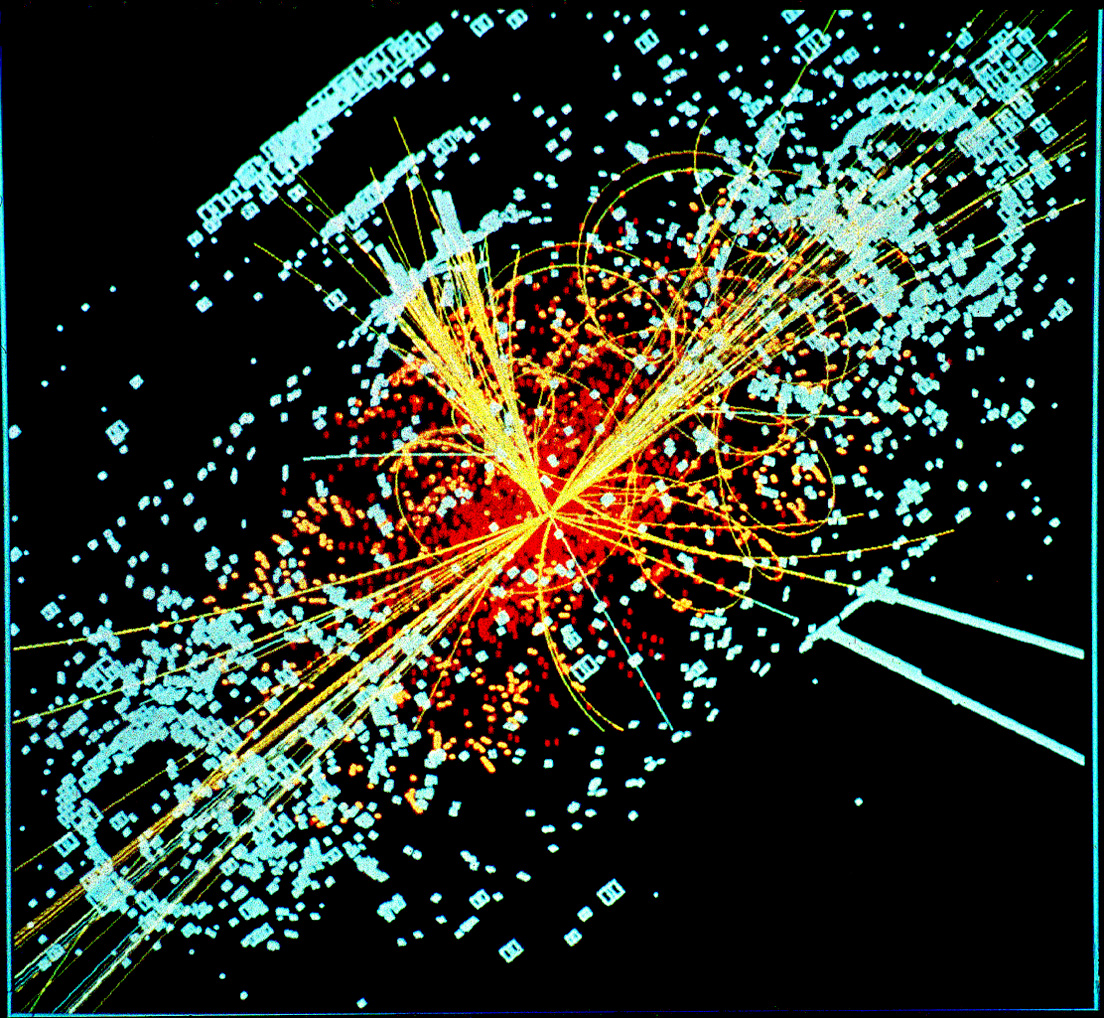
CMS 감지기의 시뮬레이션

양자장론에서 힉스 메커니즘(영어: Higgs mechanism)은 게이지 이론의 게이지 대칭이 자발 대칭 깨짐이 일어난 게이지 보손이나 페르미온이 질량을 갖는 메커니즘이다. 표준 모형의 전약력 대칭 등 깨진 국소적 대칭을 다룰 때 사용한다.
힉스 메커니즘을 사용하려면, 이론에 힉스 장 {\displaystyle H}를 도입한다. 힉스 장은 스스로와 상호작용하는데 (멕시코 모자 퍼텐셜) 이에 따라 힉스 장은 진공 기댓값을 갖고, 대칭이 저절로 깨진다. 깨진 게이지 대칭의 게이지 보손과 힉스 장과 상호작용하는 페르미온은 이에 따라 질량을 얻게 된다. 본래 표준 모형과 같은 손지기 (chiral) 게이지 이론에서는 페르미온에 직접적으로 질량 항을 넣지 못하는데, 힉스 메커니즘으로 이와 같이 간접적으로 질량을 줄 수 있다. 또 대칭이 깨지지 않으면 게이지 보손은 질량을 가지지 않는다. (예를 들어, 표준 모형에서는 전자기 대칭 U(1)과 색 대칭 SU(3)이 깨지지 않는다. 따라서 이에 해당하는 게이지 보손인 광자와 글루온은 질량을 가지지 않는다.) 그러나 힉스 메커니즘으로 대칭을 깨면 게이지 보손은 깨진 대칭의 골드스톤 보손을 삼켜 질량을 얻게 된다.

## 표준 모형의 힉스 메커니즘
표준 모형에서는 본래 힉스 장은 약한 아이소스핀의 SU(2) 이중항을 따르는 스핀 0 복소장이다. 즉 네 개의 성분을 가진다. 대칭이 깨지면서 네 성분 중 셋은 W보손과 Z보손으로 가서 이들 입자를 질량을 가지게 만들고, 나머지 하나는 남아서 스칼라 입자인 힉스 보손을 이룬다.
힉스 메커니즘은 현재까지의 관측과 모순되지 않고, 표준 모형의 각종 예측에 필수적이다. 2012년에 거대 하드론 충돌기에서 힉스 보손으로 추측되는 입자가 발견되었다.

## 전문적인 정보
힉스 매커니즘은 자발 대칭 깨짐을 가진다.즉 전자기 약력이 붕괴하기 전 지점을 설명한다.Abelian 게이지 이론에서 리만 곡률을 고려하지 않은 전자기 약 이론은 SO(2)×U(1) 대칭군을 가지는데 스티븐 와인버그의 전자기 약 이론에 따르면 이중 SO(2) 대칭을 가지는 약력의 대칭이 붕괴한 후 힘의 불균형이 생긴다.
우주론에서 우주상수 문제의 해법으로 제시되었지만 관측적 오류로 인류 원리 같은 해법이 제시 되고 있다. 하지만 수학적으로는 아직 그럴싸한 해법이다.

## 역사
물리학에서, 최초로 국소적 대칭이 깨짐을 다룬 이론은 초전도체를 다루는 BCS 이론이다. BCS 이론에서는 내부적인 U(1) 대칭이 저절로 깨지면서 쿠퍼 쌍이 생기게 된다. 이와 유사한 현상이 입자물리학에서도 나타날 수 있다는 사실은 1963년에 필립 워런 앤더슨이 지적하였다.
힉스 메커니즘은 1964년에 세 그룹이 거의 동시에 각각 독자적으로 개발하였다. 이는 벨기에의 물리학자인 로버트 브라우트와 프랑수아 앙글레르, 영국의 물리학자인 피터 힉스, 미국의 제럴드 구럴닉(Gerald Stanford Guralnik), 칼 헤이건(영어: Carl Richard Hagen)과 영국의 토머스 키블(Thomas Walter Bannerman Kibble)이다. 이 때문에 간혹 "앤더슨-힉스 메커니즘"이나 "BEHGHK 메커니즘"이라고 불리기도 한다. "힉스 메커니즘"이라는 이름은 한국의 물리학자인 이휘소가 쓰기 시작하였다.
브라우트, 앙글레르, 힉스는 이 공로로 2004년 울프 물리학상을 공동 수상하였다. 브라우트, 앙글레르, 힉스, 구럴닉, 하겐, 키블 모두 이 공로로 2010년 사쿠라이 상을 공동 수상하였다. 이 공로로 앙글레르와 힉스는 2013년 노벨 물리학상을 공동 수상하였다. (로버트 브라우트는 2011년 사망하여, 노벨상을 수상할 수 없었다.)

## 대안
모든 이론이 힉스 메커니즘을 사용하여 전약력 대칭을 깨는 것은 아니다. 힉스 메커니즘의 대안으로 테크니컬러나 각종 복합 힉스 이론 (composite Higgs) 등이 있다.

## 같이 보기
- 와인버그 각

## 참고 문헌
- Kibble, Tom W. B. (2009). “Englert-Brout-Higgs-Guralnik-Hagen-Kibble mechanism”. 《Scholarpedia》 4 (1): 6441. doi:10.4249/scholarpedia.6441.
- Kibble, Tom W. B. (2009). “Englert-Brout-Higgs-Guralnik-Hagen-Kibble mechanism (history)”. 《Scholarpedia》 4 (1): 87411. doi:10.4249/scholarpedia.8741.
- Organtini, Giovanni (2012). “Unveiling the Higgs mechanism to students”. 《European Journal of Physics》 33 (5): 1397. arXiv:1207.2146. Bibcode:2012EJPh...33.1397O. doi:10.1088/0143-0807/33/5/1397.
- Dawson, Sally (2008). “Introduction to electroweak symmetry breaking”. 《American Institute of Physics Conference Proceedings》 1116: 11–34. arXiv:0812.2190. Bibcode:2009AIPC.1116...11D. doi:10.1063/1.3131544.
- Michael Spira, Peter M. Zerwas (1998). 〈Electroweak symmetry breaking and Higgs physics〉. 《Computing Particle Properties: Proceedings of the 36. Internationale Universitätswochen für Kern- und Teilchenphysik, Schladming, Austria, March 1-8, 1997》. Lecture Notes in Physics 512. Springer. 161–225쪽. arXiv:hep-ph/9803257. Bibcode:1998LNP...512..161S. doi:10.1007/BFb0106895. ISBN 978-3-540-64634-1.